# Дезиле, Патрис
 Патрис Дезиле  (фр. Patrice Désilets, 9 мая 1974, Сен-Жан-сюр-Ришелье, Квебек, Канада) — канадский геймдизайнер, наиболее известный как создатель серии Assassin's Creed. Дезиле работал в роли креативного директора в компании Ubisoft над играми Assassin's Creed, Assassin's Creed II, и Assassin's Creed: Brotherhood, во время которой покинул студию. Он также известен тем, что связан с Prince of Persia: The Sands of Time. В 2014 году, чуть позже после ухода из Ubisoft Montreal, он основал свою инди-студию Panache Digital Games, где работал над игрой Ancestors: The Humankind Odyssey.

## Биография
Родился в 1974 году в Сен-Жан-сюр-Ришелье, Квебек. Является сыном Жака Дезиле, математика и директора колледжа общего и профессионального образования, и Люси де Бельфей, генерального директора Секретариата по международному усыновлению. В 1996 году Дезиле получил степень бакалавра кино и литературы в университете Монреаля, а через некоторое время он поступил в колледж Édouard-Montpetit. Благодаря опыту в создании фильмов и используя своё творческое видение, Дезиле берёт под свой контроль создание таких игр, как Assassin’s Creed 2007 года и его сиквел Assassin’s Creed II, а также Tom Clancy's Rainbow Six 3: Raven Shield, Prince of Persia: The Sands of Time, Disney’s Donald Duck: Goin' Quackers и Hype: The Time Quest.

### Инцидент с Ubisoft
Дезиле покинул Ubisoft в июне 2010 года, что было подтверждено компанией 13 июня 2010, в поисках большей творческой независимости. После года перерыва от игровой индустрии, Патрис официально вернулся, присоединившись к THQ в качестве креативного директора в их новой Монреальской студии в июне 2011 года. В течение двух лет в THQ Montreal Дезиле работал над новым проектом под названием «1666: Amsterdam», возглавляя команду из почти пятидесяти человек.
Однако в 2013 году компания была куплена Ubisoft за $2,5 млн., а его разрабатываемый проект был заморожен, после чего Патрис решил подать на компанию в суд. Тем не менее, спустя несколько лет Ubisoft и Патрис Дезиле договорилась о правах на загадочный проект «1666: Amsterdam». Собственная студия Дезиле, названная Panache Digital Games, получила эти права, а сам он отозвал исковое заявление, в котором требовал у Ubisoft $400 тыс. 13 апреля 2017 года сайт Gamology выпустил интервью, в котором создатель Assassin’s Creed рассказал о трудностях работы в компании Ubisoft:

Пока я работал в компании, мне приходилось быть тем человеком, который даёт интервью и рассказывает, чем [Ubisoft] занимается в данный момент. Я должен был врать в интересах фирмы, и это вызывало у меня больше всего недовольства. […]
Я соглашался с высказываниями и решениями, сделанными другими людьми — не мной. При работе в большой организации всё сводится к компромиссу. […]

А мне, как творческому директору, было сложно жить с решениями других людей, выступать [с их словами] на камеру или в Skype. В итоге я сказал: «Я не настолько хороший лжец, и я больше не могу этим заниматься».
Кроме того, Дезиле пришёл к выводу, что, работая над крупной франшизой, он зарабатывал деньги для людей, «которым было на него наплевать». Дезиле покинул Ubisoft второй раз в 2013 году. Работу над Assassin’s Creed Дезиле вспоминает с ностальгией и говорит, что игра занимает особенное место в его сердце:

Мне нравится кристальная чистота первой Assassin’s Creed. Во второй части мы придумали приключение за вас, в то время как оригинал предлагал вам самим найти свое приключение. В этом была поэзия первой части, и девиз ассасинов как раз неплохо отражает суть игры. «Ничто не истинно и все дозволено». Да, мне определённо нравятся эти слова.

### Panache Digital Games
14 декабря 2014 года Патрис Дезиле вместе со своей командой запустил новую студию разработки игр в Монреале, Panache Digital Games, где они работают над своим первым проектом под названием Ancestors: The Humankind Odyssey. Студия также расположена в канадском Монреале, в котором уже работает много других разработчиков.

## Разработанные игры
- Ancestors: The Humankind Odyssey (2019)
- 1666: Amsterdam (Отменен студией Ubisoft)
- Assassin's Creed: Brotherhood (2010)
- Assassin's Creed II (2009)
- Assassin’s Creed (Director’s Cut Edition) (2008)
- Assassin's Creed (2007)
- Prince of Persia: Special Edition (2003)
- Prince of Persia: The Sands of Time (2003)
- Donald Duck: Goin' Quackers (2000)
- Hype: The Time Quest (1999)